# Kanton Vergt
Kanton Vergt (francouzsky Canton de Vergt) je francouzský kanton v departementu Dordogne v regionu Akvitánie. Tvoří ho 16 obcí.

## Obce kantonu
- Bourrou
- Breuilh
- Cendrieux
- Chalagnac
- Creyssensac-et-Pissot
- Église-Neuve-de-Vergt
- Fouleix
- Grun-Bordas
- Lacropte
- Saint-Amand-de-Vergt
- Saint-Maime-de-Péreyrol
- Saint-Michel-de-Villadeix
- Saint-Paul-de-Serre
- Salon
- Vergt
- Veyrines-de-Vergt